# Pijnacker-Nootdorp
Pijnacker-Nootdorp est une commune néerlandaise, en province de Hollande-Méridionale.

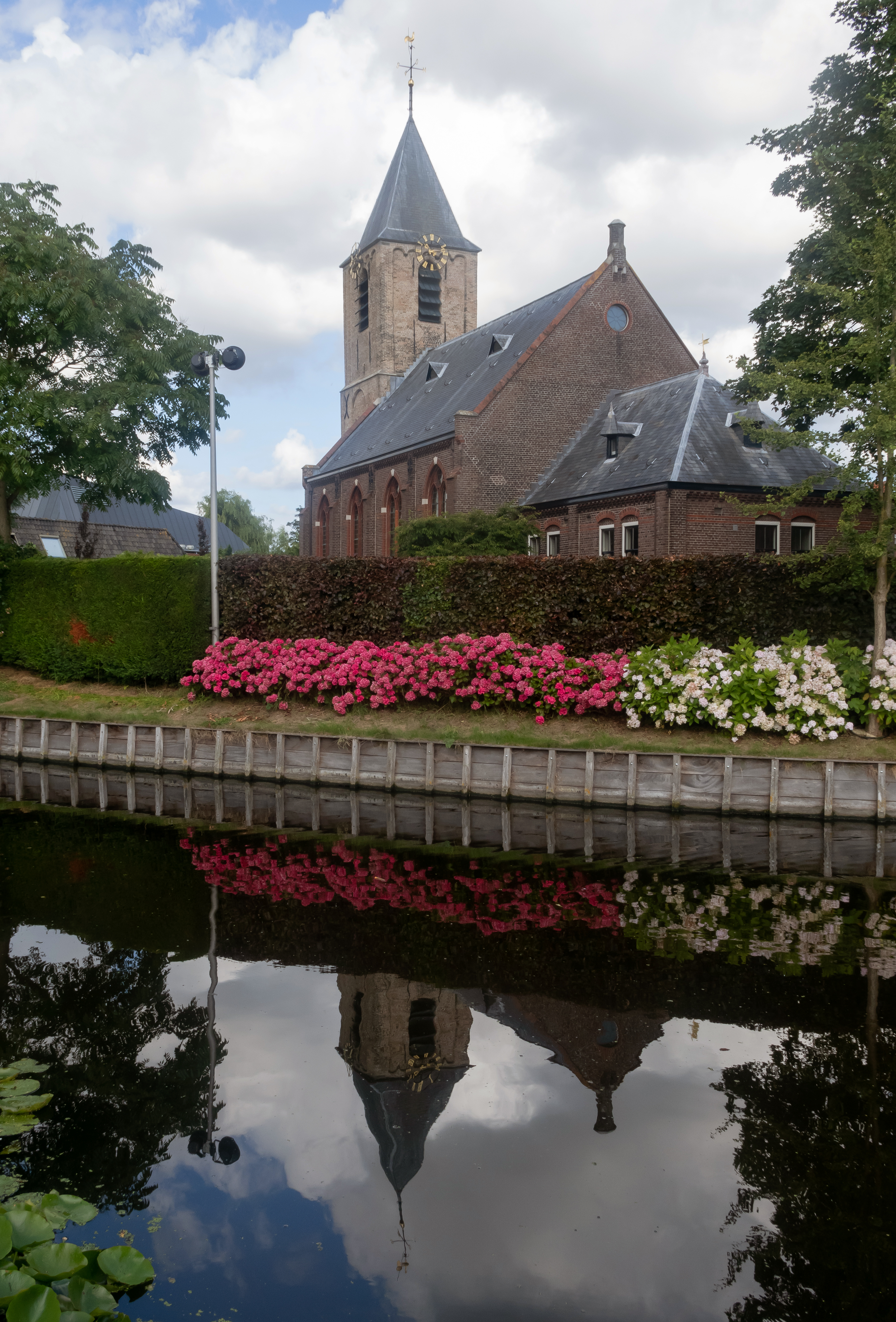
Nootdorp, l'église Dorpskerk

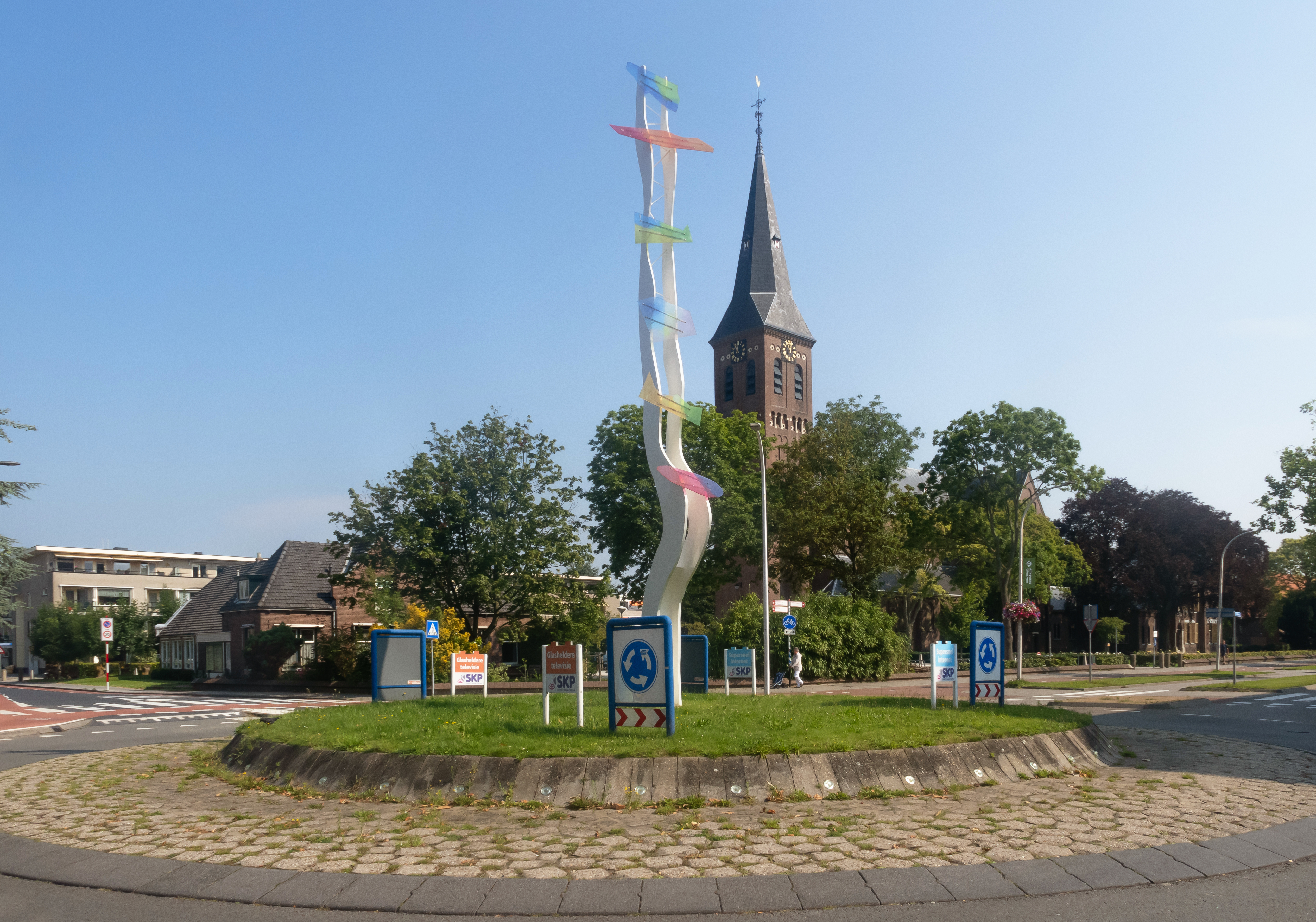
Pijnacker, l'église: Sint Johannes de Doperkerk

## Histoire
La commune a été créée le 1er janvier 2002, par la fusion des communes de Pijnacker et Nootdorp.